# Palurgada
Palurgada es una ciudad censal situada en el distrito de Ganjam en el estado de Odisha (India). Su población es de 5019 habitantes (2011). Se encuentra a  40 km de Brahmapur y a 130 km de Bhubaneswar.

## Demografía
Según el censo de 2011 la población de Palurgada era de 5019 habitantes, de los cuales 2493 eran hombres y 2526 eran mujeres. Palurgada tiene una tasa media de alfabetización del 74,32%, inferior a la media estatal del 72,87%: la alfabetización masculina es del 84,70%, y la alfabetización femenina del 64,16%.